# Henryk Mandelbaum

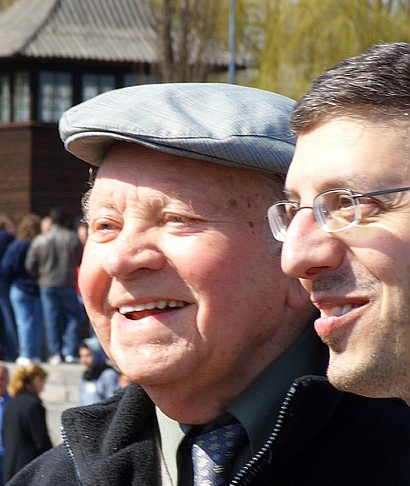
Maldelbaum (vergezeld door een tolk)

Henryk Mandelbaum (Olkusz, 15 december 1922 – Bytom, 17 juni 2008) was een Poolse Holocaustoverlevende. Hij was een overlevende van het Sonderkommando in het vernietigingskamp Auschwitz-Birkenau.

## Levensloop
Mandelbaum, een Poolse Jood, werd gearresteerd nadat hij uit het getto van Sosnowiec was gevlucht. Zijn vlucht was verraden en op 22 april 1944 werd hij naar Birkenau gedeporteerd. Bij aankomst in Birkenau werd Mandelbaum niet, zoals de meeste Joden toentertijd, direct vergast, maar als dwangarbeider bij het Sonderkommando in het kamp ingezet. Het Sonderkommando bestond op dat moment uit ongeveer 2.000 dwangarbeiders. Leden van het Sonderkommando waren willekeurig aangewezen, sterk uitziende mannelijke Joodse gevangenen in Duitse vernietigingskampen met gaskamers, die in opdracht van de SS vergaste Joden uit de gaskamer moesten slepen en naar de verbrandingsinstallatie moesten brengen. Voordat ze in het vuur geworpen werden, kwamen de Arbeitsgruppen in actie, die de bruikbare delen van de lijken scheidden: ze braken gouden tanden uit de mond van de doden, en knipten bij vrouwen het lange haar af. De gouden kiezen werden omgesmolten en als goudstaven naar de Reichsbank overgebracht. Het mensenhaar werd gerecycled. De as van de verbrande lijken werd in kuilen gestort.
In oktober 1944 kwamen er niet veel nieuwe Joden meer aan in het kamp. De grote transporten waren al in de zomer gestopt. De leden van het Sonderkommando begrepen dat ze niet meer nodig waren en vreesden voor hun eigen leven. In de daaraan voorafgaande periode waren de leden van het Sonderkommando volledig afgestompt geraakt, zozeer dat ze niet meer bang waren om te sterven. Op 7 oktober 1944 vond er een opstand van leden van het commando plaats - ook Mandelbaum was een van de opstandelingen. De opstand werd neergeslagen en de nazi's kregen de opstandelingen te pakken waarna ze in een rij moesten gaan staan. Vervolgens schoten de Duitsers elke derde man dood. Bij deze opstand werden 451 gevangenen opgehangen of doodgeschoten. Uiteindelijk zouden maar 92 man van het Sonderkommando het einde van de oorlog meemaken.
Ook Mandelbaum overleefde de opstand in Birkenau en werd januari 1945, samen met de laatste overlevenden van het kamp, gedwongen deel te nemen aan een dodenmars naar het westen. Bij deze dodenmars kon Mandelbaum zijn kampkleding tegen normale kleding ruilen en vluchtte daarna. Hij verstopte zich drie weken op een boerderij. Na de oorlog diende hij als getuige voor de Wahrheitsfindungskommission en berichtte over het beleefde in het kamp.
Mandelbaum leefde tot zijn overlijden in Polen. Het op zijn onderarm getatoeëerde kampnummer 181 970 heeft hij nooit laten verwijderen. Hij reisde naar de vroegere concentratiekampen en naar Duitsland en vertelde daar over zijn tijd in het Sonderkommando. "Man muss das doch alles wissen, man muss doch wissen, wie lange sind die Leute gewesen in die Gaskammer. Man muss wissen, wie lange sie haben gebrennt in die Ofen", aldus Mandelbaum.
Medio 2008 stierf Henryk Mandelbaum op 85-jarige leeftijd in een ziekenhuis in de Poolse stad Bytom. Hij was daar een paar dagen eerder aan zijn hart geopereerd.

## Film
- Eric Friedler, Sklaven der Gaskammer – Das Jüdische Sonderkommando in Auschwitz[2], 2000